# Чигирин Віталій Єлисейович
Віта́лій Єлисе́йович Чигири́н (*  11 травня 1908, с. Боровиця Черкаська область —† 15 листопада 1937, Київ) — український письменник та журналіст доби Розстріляного відродження. Жертва сталінського терору.

## Життєпис
Віталій Єлисейович Чигирин народився 11 травня 1908 р. у с. Боровиця, Чигиринського району Черкаської області, в родині вчителя.
Замолоду наймитував, вчився на друкаря в Золотоноші, пробував себе на комсомольській роботі. Після закінчення курсів робкорів у Лубнах став професійним газетярем. Редагував багатотиражку на Харківському заводі ім. Дзержинського, секретарював у дніпропетровському журналі «Зоря», у 1935 році перейшов на працю до редакції «Літературної газети».

## Творчість
В літературу Чигирин входив із Анатолієм Шияном, Костем Гордієнком, Олексою Десняком, Олександром Копиленком, Миколою Трублаїні і зупинив свій вибір на літературному угрупованні ВУСПП.
Дебютував у «Дзержинці» новелою «Катя-фрезерувальниця», яку помітив Валер'ян Поліщук і сказав про неї в пресі добре слово. Незабаром побачила світ і перша збірка його оповідань

## Твори
Збірки оповідань
- «Фрагменти доби» (1932),
- «Під кавперами» (1934), [Архівовано 22 вересня 2020 у Wayback Machine.]
- «Світання» (1934), [Архівовано 22 вересня 2020 у Wayback Machine.]
- «Перший гарт» (1935),
- «Дівчата» (1936).

Повісті та романи
- «Записки хлопчика» (1933)
- «Повість про хорошу дівчину» (1934), Найпомітнішим і найдовершенішим у творчому доробку Чигирина є роман «Квітень» (1937). Проте він виявився лебединою піснею цього обдарованого, але рано згаслого автора.
- Чигирин В. Квітень : роман / Віталій Чигирин. — Київ : Держ. літ. вид-во, 1937. — 253, 1 с. [Архівовано 21 жовтня 2020 у Wayback Machine.]

## Репресії
22 квітня 1937 р. оперуповноважена секретно-політичного відділу УДБ НКВС УРСР Гольдман випродукувала за вказівкою свого начальства постанову, в якій Чигирин був звинувачений в приналежності до української націоналістично-фашистської терористичної організації, яка замишляла вчинити розправу над тодішніми «вождями» республіки. Того ж дня він був заарештований на своїй квартирі в присутності неодмінного при таких акціях двірника ролітівського будинку в Києві Івана Нізельського.
У єжовських катівнях Віталій Єлисейович поводився на подив мужньо і стійко. На «конвейєрах» і очних ставках рішуче відкидав усі звинувачення й наклепи. Протоколи його допитів рясніють твердженнями: «Ніякою контрреволюційною діяльністю я ніколи не займався!», «Контрреволюційних зв'язків не мав і не маю!», «Винним себе не визнаю!», «Про існування троцькістських організацій не знав і не знаю…».
В одному щиросердно зізнався Чигирин: у день самогубства Миколи Хвильового (13 травня 1933 р.) він відправив до Харкова Івану Кириленку таку телеграму: «Разом із тобою ридаємо над могилою Хвильового». Проте цього виявилося досить, щоб 14 липня 1937 року виїзна сесія Військової колегії Верховного Суду СРСР під головуванням диввійськюриста Ричкова на закритому засіданні ухвалила: застосувати до Чигирина найвищу міру покарання — розстріл без права оскарження.
Наступного дня, 15 листопада 1937 р., життя його насильно було обірване в київській тюрмі, а ім'я надовго забуто.

## Цитата зі сталінських списків[2]
- «ЧИГИРИН Виталий Елисеевич

26.06.37 Украинская ССР, г. Киев Кат.1»
- «За Сталин, За Каганович, За Ворошилов»

Одночасно з ним, у той саме день, смертний вирок отримали письменники Іван Вухналь, Василь Чечвянський-Губенко, Олексій Ґедзь, Борис Коваленко, Володимир Ярошенко, Іван Калянник, Гнат Пронь, Дмитро Чепурний, Анатолій Волкович, художники — Михайло Бойчук та четверо його учнів: Іван Падалка, Іван Липківський, Василь Седляр, Іван Орел-Орленко, економіст Корній Тараненко, директор Державної бібліотеки ВУАН (нині — ім. Вернадського) Василь Іванушкін, та директор «Березіля» Олексій Лозорішак.

## Цитата з архіву СБУ
|  | Чигирин Віталій Єлисейович 11.05.1908 Україна Кіровоградська область Кіровоградський р-н с.Липове (Новогеоргіївський р-н, Харківська обл) Українець неповна середня, творча інтелігенція; письменник член ВЛКСМ Одружений (одружена) дружина — Ралузіна Віра (Антоніна) Олександрівна, 1907 р.,; дочка — Чигирина Ася Віталіївна (проживала в Латвии, в городе Рига и скончалась в 2023 году),; син — Віталій 5р. 29.04.1937 ст. 54-8 КК УРСР 1927—60рр. (терористичний акт); ст. 54—11 КК УРСР 1927—60рр. (підготування до контрреволюційних злочинів) Військова колегія; Верховний суд; СРСР 14.07.1937 ВМП (розстріл); конфіскація усього майна, яке належить засудженому на правах особистої власності, розстріляний 15.07.1937р. у м. Києві Фонд № 6, АІДС № 3166, арх. № 46494. |

## Реабілітація
Лише 27 вересня 1956 р. президія Правління Спілки письменників України вустами Олеся Гончара і Юрія Смолича порушила перед прокуратурою республіки клопотання про перегляд справи Віталія Чигирина і його цілковиту реабілітацію. І рівно через п'ять місяців, 27 лютого 1957 р., Військова колегія Верховного Суду СРСР на підставі матеріалів, що заново відкрились, винесла ухвалу: вирок Військової колегії Верховного Суду СРСР від 14 липня 1937 р. стосовно Віталія Чигирина скасувати і справу про нього припинити за відсутністю складу злочину.
Віталій Чигирин був реабілітований посмертно.